# AssassiNation
AssassiNation – szósty album studyjny brazylijskiego deathmetalowego zespołu Krisiun, wydany przez Century Media Records 24 lutego 2006 roku. Muzycy zadedykowali tę płytę Docentowi, znanemu głównie z gry w grupie Vader, oraz Dimebagowi Darrellowi, który występował w grupie Pantera.
AssassiNation – podobnie jak Conquerors of Armageddon (2000) – został nagrany w Niemczech w Stage One Studio z producentem Andym Classenem. Max Kolesne wypowiedział się o tym albumie następująco: 

AssassiNation to najcięższy album, jaki kiedykolwiek zrobiliśmy. Mogę was zapewnić, że w studiu Stage One uzyskaliśmy najwyższą jakość nagrań. Płyta zawiera w sobie cały szał i brutalność naszych koncertów i jest także wspaniałym połączeniem ciężaru i precyzji, której nigdy wcześniej nie było na naszych albumach".

Okładkę AssassiNation – tak jak Works of Carnage – zaprojektował Jacek Wiśniewski, znany ze współpracy m.in. z grupą Vader.
Do utworu "Vicious Wrath" zrealizowano teledysk, który wyreżyserował Giba Donatelli. 
23 października 2006 roku nakładem Animate Records ukazała się limitowana edycja 666 egzemplarzy AssassiNation na płycie gramofonowej, na której zamieszczono dodatkowy utwór – "Down".

## Lista utworów
1. "Bloodcraft" – 5:49
2. "Natural Genocide" – 4:29
3. "Vicious Wrath" – 3:54
4. "Refusal" – 4:49
5. "H.O.G. (House of God)" – 3:21
6. "Father's Perversion" – 4:49
7. "Suicidal Savagery" – 4:23
8. "Doomed" – 1:00
9. "United in Deception" – 4:52
10. "Decimated" – 4:08
11. "Summon" – 0:49
12. "Sweet Revenge" (cover Motörhead) – 6:36

## Twórcy
- Moyses Kolesne - gitara elektryczna
- Max Kolesne - perkusja
- Alex Camargo - śpiew, gitara basowa
- Lars Dietrich - przedprodukcja
- Ula Gehret - producent wykonawczy
- Andrea Lavezzaro - zdjęcia
- Nadine Mainka - oprawa graficzna
- Jacek Wiśniewski - okładka, oprawa graficzna
- Andy Classen - inżynieria, produkcja
- Leif Jensen - producent wykonawczy

## Wydania
Opracowano na podstawie materiału źródłowego.
| Rok wydania | Format | Numer katalogowy | Wytwórnia             | Region            |
| ----------- | ------ | ---------------- | --------------------- | ----------------- |
| 2006        | CD     | CM 77667-2       | Century Media Records | Europa            |
| 2006        | CD     | CM 77667-2P      | Century Media Records | Europa            |
| 2006        | CD     | 8367-2           | Century Media Records | Stany Zjednoczone |
| 2006        | LP     | AR015            | Animate Records       | Europa            |